# Mandat

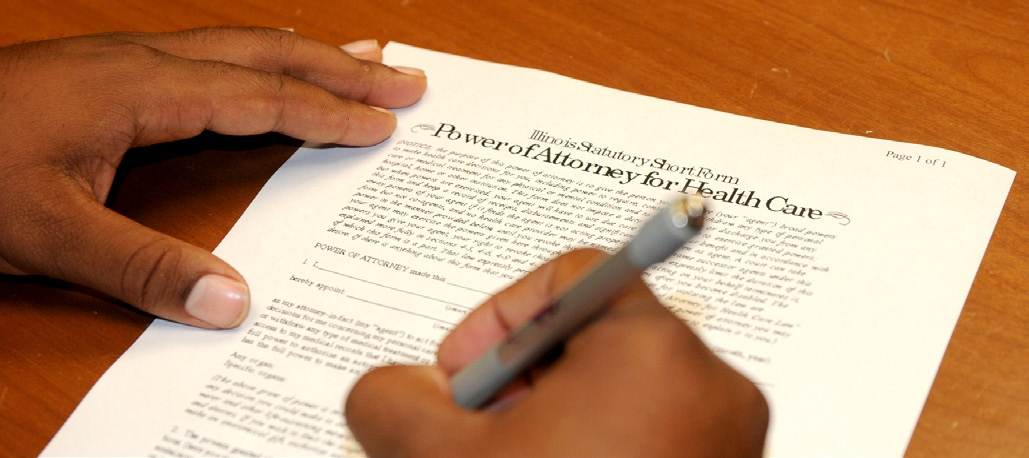
Imatge d'un contracte de mandat en anglès.

Un mandat és un contracte pel qual una persona (mandant) confia la gestió d'un o més negocis a una altra (mandatari), que es fa càrrec d'ells per compte i risc de la primera. És un contracte consensual, bilateral imperfecte de bona fe i gratuït per la qual cosa una part (mandant) encarrega a una altra (mandatari) la realització d'una gestió determinada.

## Subjectes actius
- mandant, comitent o poderdant: És la persona natural o jurídica que confereix l'encàrrec.
- Mandatari, procurador o apoderat: És la persona que accepta l'encàrrec.[2]

## Característiques
- Pot ser onerós o gratuït.
- És un  contracte Típic/nominat .
- És un  contracte principal .
- És un  contracte commutatiu .
- És un  contracte de tracte successiu .
- És un contracte bilateral
- És un contracte de mig i no de resultat
- Serà consensual segons la naturalesa jurídica de l'acte o actes per al qual va ser conferit.[3]

## Tipologia
- Atenent a fi encomanat, és a dir, els negocis que pot celebrar el mandatari pot ser general o especial.
- Atenent a si el mandatari actua a nom propi o del mandant, pot ser "en nom propi" o per "compte d'altri"
- Atenent als seus efectes, pot haver mandat amb representació o sense representació. En conseqüència, la representació no és de l'essència del mandat.

## Obligacions del mandatari
1. Obligació d'executar el mandat.
2. Ha d'executar el mandat personalment, si hi ha substitució aquesta pot ser àmplia o restringida.
3. S'ha de subjectar a les instruccions rebudes del mandant. En cas que el mandatari no rebés instruccions concretes, ha d'actuar prudentment, com si es tractés del seu negoci propi.
4. Ha retre comptes sobre l'execució del mandat.

## Obligacions del mandant
1. Pagar la retribució convinguda.
2. Reemborsar les despeses que hagi realitzat el mandatari.
3. Indemnitzar al mandatari pels danys i perjudicis que aquest hagués sofert amb motiu del compliment del mandat.

## Maneres de terminació del mandat
- L'esgotament natural
- Venciment del termini
- La conclusió del negoci per al qual es va atorgar el mandat
- Per la rescissió del contracte, a causa de l'incompliment d'una de les parts.
- Per nul·litat del contracte.
- Per revocació. (Hi ha països en els quals existeix la figura del mandat irrevocable. No és el cas de l'Uruguai on sempre el mandat pot revocar[4]
- Per la renúncia del mandat per voluntat unilateral del mandatari.
- Amb la mort del mandant o del mandatari. (Hi ha països en els quals hi ha el mandat que subsisteix encara després de la mort del mandant i això succeeix quan el mandat va ser atorgat en interès del mandant i del mandatari a la vegada, cas de l'art. 2098 del Codi Civil uruguaià. El mateix codi permet el mandat per executar després de la mort del mandant [art. 2096])
- Per la interdicció del mandant o la del mandatari